# Anamanaguchi
Anamanaguchi is een Amerikaanse chiptuneband uit New York. De band bestaat uit gitaristen Peter Berkman en Ary Warnaar, bassist James DeVito en drummer Luke Silas. De band haalt inspiratie uit games maar rekent ook Weezer en The Beach Boys tot zijn invloeden.
In 2009 verscheen het debuutalbum Dawn metropolis. Hierop werd de band benaderd door Ubisoft om de soundtrack te verzorgen voor de game Scott Pilgrim vs. the World: The Game, gebaseerd op de stripboeken en film rond het personage Scott Pilgrim. Het album belandde op de derde positie in Billboard's hitlijst Heatseekers Albums. Ook Anamanaguchi's tweede album Endless fantasy wist de hitlijsten te halen en bereikte #102 in de Billboard 200, #2 in de Dance/Electronic Albums en #1 in de Heatseekers Albums. Met de videoclip van het gelijknamige lied Endless fantasy werd de band in 2013 genomineerd voor een YouTube Music Award in de categorie Innovation of the Year.

## Discografie
- Dawn metropolis, 2009
- Endless fantasy, 2013
- [USA], 2019